# Półwysep Agrachański
Półwysep Agrachański (ros. Аграханский полуостров) – półwysep na zachodnim wybrzeżu Morza Kaspijskiego, w Dagestanie. Ma postać mierzei, zbudowanej z piaszczystych osadów nanoszonych przez rzekę Terek, która uchodzi tutaj w postaci delty do Zatoki Agrachańskiej, oblewającej półwysep od zachodu. Zatoka ta jest stopniowo wypełniana osadami niesionymi przez Terek, przez co półwysep stopniowo zrasta się z lądem - południowa część zatoki została już odcięta i tworzy obecnie jezioro.
Półwysep ma długość około 50 km, szerokość - do 8 km. Zajmuje powierzchnię 212 km². Półwysep położony jest 16 m poniżej poziomu morza.
Na północ od półwyspu położona jest wyspa Czeczeń.